# Dongnae-gu (Busan)
Dongnae-gu es un distrito en el norte de Busan, Corea del Sur. Tiene una población de aproximadamente 300.000 habitantes, y una superficie de 16,7 kilómetros cuadrados. Alguna vez fue una ciudad independiente, el principal puerto del sureste de Corea. Numerosas reliquias históricas se conservan en la zona. Heosimcheong, spa más grande de Asia, se encuentra en Oncheon-dong.
Dongnae-gu es también el ID para el Coreano progamer StarCraft II, Parque Soo Ho. Debido a su éxito en eventos como el GomTV Global Starcraft II League y Major League Gaming, fue reconocido por el pueblo y se le permitió representar oficialmente la ciudad por ser capaz de colocar un distintivo en su uniforme.

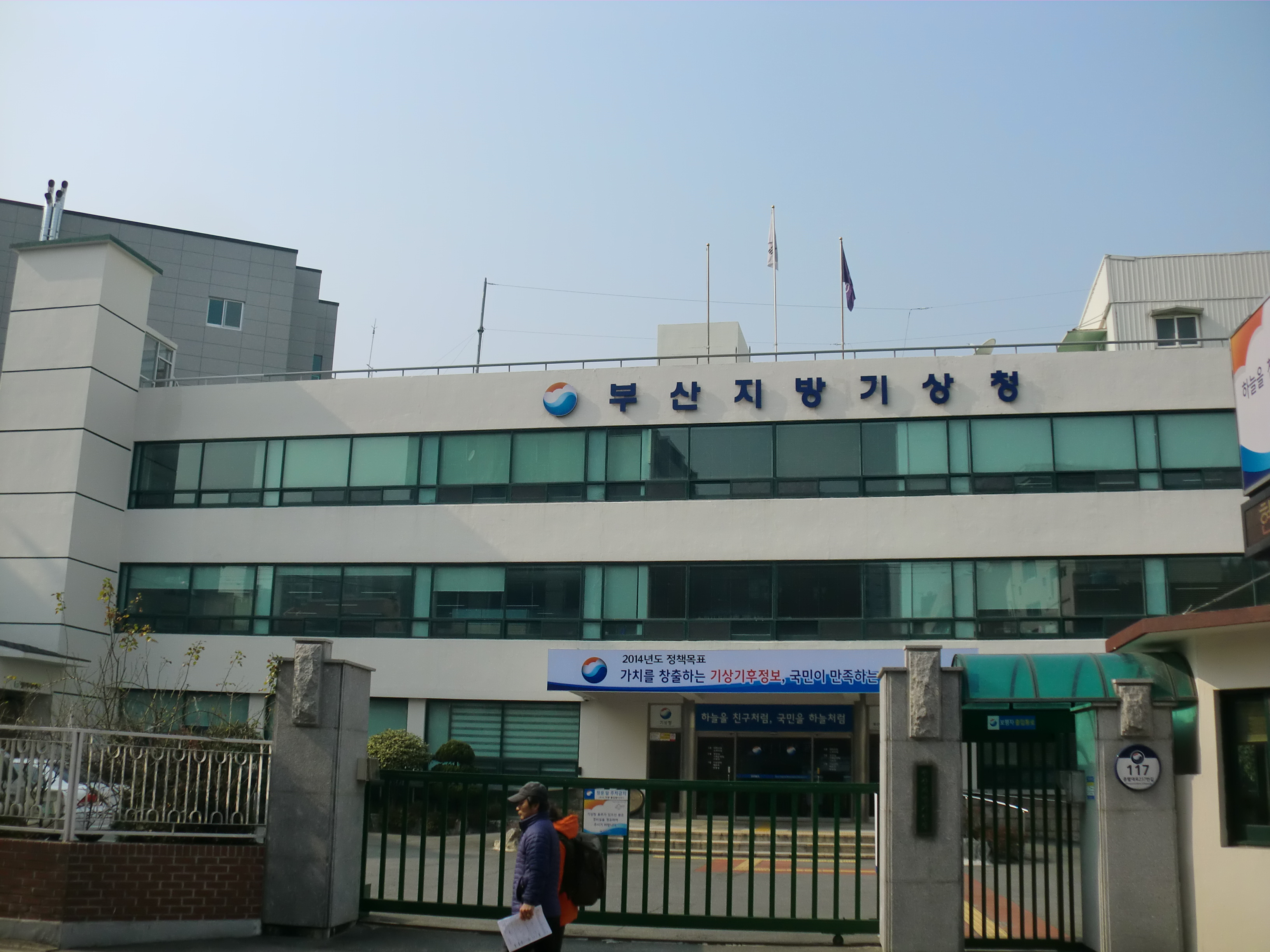
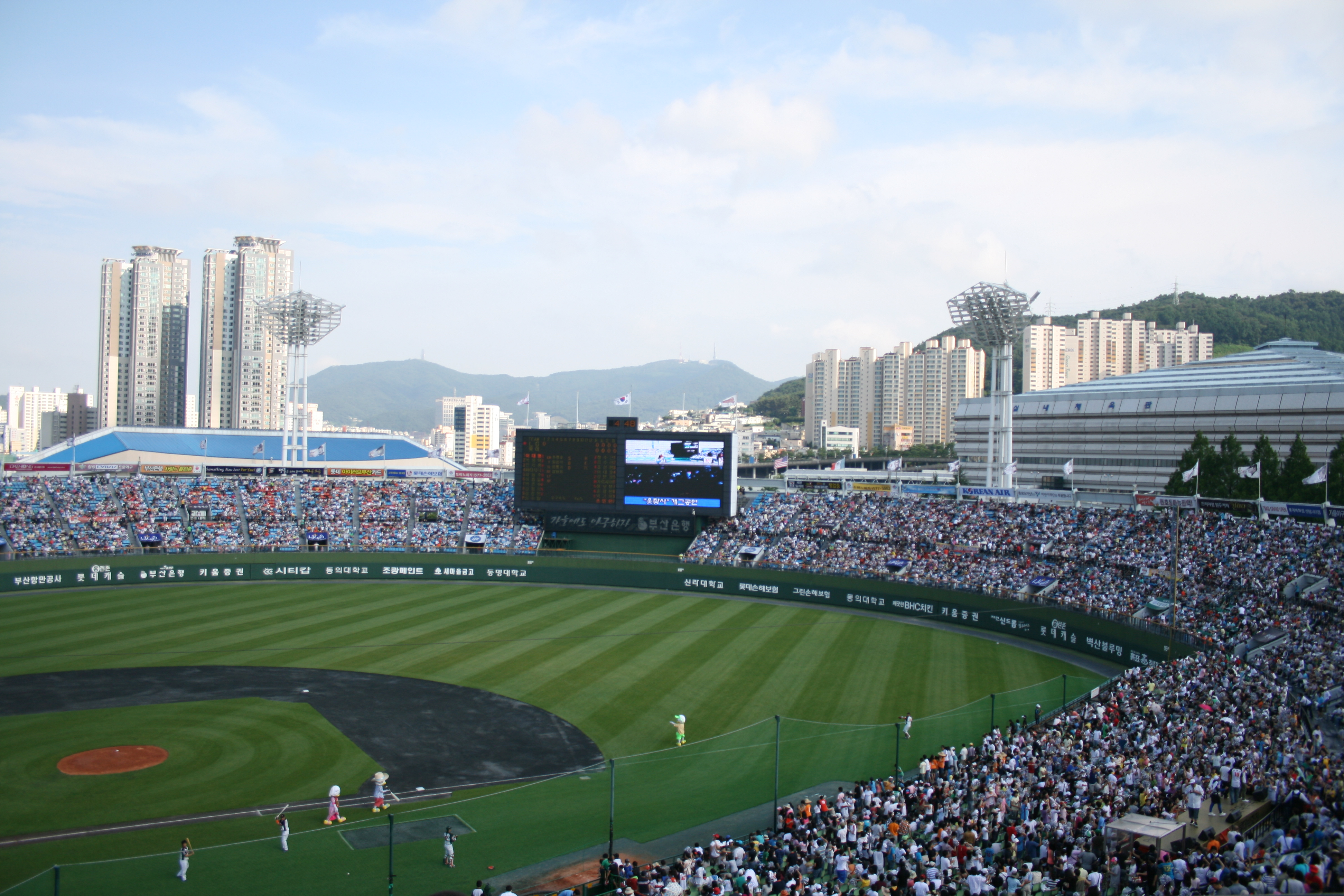
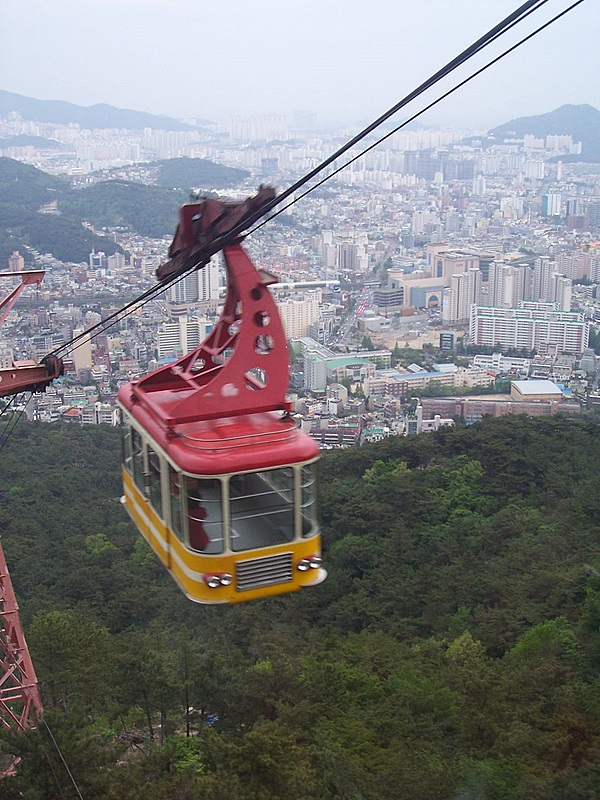

## Divisiones administrativas

- Allak-dong
- Boksan-dong
- Myeongjang-dong
- Myeongnyun-dong
- Oncheon-dong
- Sajik-dong
- Sumin-dong